# Estnische Handballmeisterschaft der Männer
Die estnische Handballmeisterschaft der Männer (estnisch Meeste käsipalli meistriliiga, Meisterliga der Männer) ist die höchste Spielklasse in Estland für Vereinsmannschaften im Handball der Männer. Ausgerichtet wird sie seit 1991 vom estnischen Handballverband Eesti Käsipallilliit.

## Aktueller Modus
Sechs Vereine spielen in der Hauptrunde in Hin- und Rückspiel im Modus jeder gegen jeden. Die ersten vier Mannschaften spielen in den anschließenden Play-offs über Kreuz im Modus Best-of-3 die Teilnehmer für die Finalpartien und die Spiele um Platz 3 aus. Die Platzierungsspiele werden im Modus Best-of-5 ausgetragen. Der Sieger der Finalspiele ist estnischer Meister des Jahres. Der estnische Handballverband erhält von der Europäischen Handballföderation drei Startplätze für den EHF European Cup in der folgenden Spielzeit, einen vierten Startplatz erhält der Pokalsieger.

## Vereine 2023/24
| Verein                      | Ort      |
| --------------------------- | -------- |
| Põlva Serviti               | Põlva    |
| Viljandi HC                 | Viljandi |
| SK Tapa                     | Tapa     |
| Mistra                      | Raasiku  |
| HC Kehra/Horizon Pulp&Paper | Kehra    |
| HC Tallinn                  | Tallinn  |

## Meister nach Jahr
- 1992: SK Maret-Sport Valga
- 1993: HC Kehra
- 1994: HC Kehra
- 1995: HC Kehra
- 1996: HC Kehra
- 1997: Chocolate Boys Tallinn
- 1998: Põlva Serviti
- 1999: HC Kehra
- 2000: Põlva Serviti
- 2001: Põlva Serviti
- 2002: Põlva Serviti
- 2003: HC Kehra
- 2004: HC Kehra
- 2005: Chocolate Boys Tallinn
- 2006: HC Kehra
- 2007: Põlva Serviti
- 2008: Põlva Serviti
- 2009: HC Kehra
- 2010: Põlva Serviti
- 2011: Põlva Serviti
- 2012: HC Kehra
- 2013: Põlva Serviti
- 2014: HC Kehra
- 2015: Põlva Serviti
- 2016: Põlva Serviti
- 2017: Põlva Serviti
- 2018: Põlva Serviti
- 2019: Põlva Serviti
- 2020: kein Meister wegen der COVID-19-Pandemie
- 2021: Põlva Serviti
- 2022: Põlva Serviti
- 2023: Põlva Serviti
- 2024: Põlva Serviti
- 2025: Põlva Serviti

## Meister nach Titeln
| Rang | Verein                                 | Anzahl | Jahre |
| ---- | -------------------------------------- | ------ | --- |
| 1    | Põlva Serviti                          | 19     | 1998, 2000, 2001, 2002, 2007, 2008, 2010, 2011, 2013, 2015, 2016, 2017, 2018, 2019, 2021, 2022, 2023, 2024, 2025 |
| 2    | HC Kehra                               | 11     | 1993, 1994, 1995, 1996, 1999, 2003, 2004, 2006, 2009, 2012, 2014                                                 |
| 3    | HC Viimsi (als Chocolate Boys Tallinn) | 2      | 1997, 2005 |
| 4    | SK Maret-Sport Valga                   | 1      | 1992 |